# Bains-sur-Oust
Bains-sur-Oust település Franciaországban, Ille-et-Vilaine megyében. Lakosainak száma 3521 fő (2022. január 1.). Bains-sur-Oust Cournon, Saint-Perreux, Saint-Vincent-sur-Oust, Redon, Renac, Sainte-Marie, Sixt-sur-Aff és La Gacilly községekkel határos.

## Népesség
A település népességének változása:
| Lakosok száma | 2100 | 2610 | 2815 | 3318 | 3402 | 3414 | 3478 | 3503 | 3500 | 3521 |
|               | 1968 | 1982 | 1990 | 2006 | 2013 | 2015 | 2017 | 2019 | 2020 | 2022 |